# ديفيد تورنر (عالم حاسوب)
ديفيد تورنر (بالإنجليزية: David Turner)‏ هو عالم حاسوب بريطاني، ولد في 1946.